# Mannersdorf am Leithagebirge
Mannersdorf am Leithagebirge est une commune autrichienne du district de Bruck an der Leitha en Basse-Autriche.